# Dolichurus greenei
Dolichurus greenei là một loài côn trùng cánh màng trong họ Ampulicidae, thuộc chi Dolichurus. Loài này được Rohwer miêu tả khoa học đầu tiên năm 1916.